# 文桥镇 (岳阳市)
文桥镇，中华人民共和国湖南省岳阳市云溪区下属的一个镇，位于云溪区东北部。

## 建制沿革
- 解放初，属临湘县文化乡；
- 1949年，属五区码头乡；
- 1958年，属路口公社；
- 1961年，分出设立文桥公社；
- 1984年，社改乡；
- 1999年，撤乡建镇。

## 行政区划
文桥镇下辖1个社区、13个行政村：
- 文修桥社区
- 荆竹村、和平村、小桥村、文桥村、臣山村、东风村、望城村、黄皋村、华兴村、姜畈村、分水村、金星村、白荆村